# ملعب كورسو سيباستوبولي
كان ملعب كورسو سيباستوبولي ملعب لكرة القدم في تورينو بإيطاليا.
كان يتسع لحضور حوالي 10،000 متفرج. بنيت المدرجات من الخشب ويعتبر أول ملعب في تاريخ نادي يوفنتوس الذي لعب عليه طوال أربعة عشر سنة حتى هدم في عام 1922 عندما انتقل النادي إلى ملعب كورسو مارسيليا.